# Дрейтон, Поппи
По́ппи Габриэ́лла Дре́йтон (англ. Poppy Gabriella Drayton; род. 7 июня 1991, Суррей, Англия) — английская актриса. Наиболее известна по роли Эмберли Элесседил в фэнтезийном телесериале «Хроники Шаннары».

## Биография
Дрейтон окончила Школу искусств в Чизике.
В 2013 году Дрейтон получила свою первую главную роль в телевизионном фильме канала Hallmark под названием «Когда зовёт сердце», сыграв Элизабет Тэтчер (в одноимённом телесериале, созданном по мотивам телефильма роль Элизабет взяла на себя актриса Эрин Кракоу). Затем она сыграла Мадлен Эллсопп в рождественском выпуске телесериала «Аббатство Даунтон» в 2013 году.
В ноябре 2014 года Дрейтон получила роль Эмберли Элесседил в фэнтези-драме телеканала MTV «Хроники Шаннары»; премьера шоу состоялась 5 января 2016 года.
Кроме того Дрейтон играла в театре — она появилась в постановке пьесы «Дерево Зелёной бухты» в уличном театре Джермин в Лондоне в 2014 году.

## Фильмография
| Год       |     | Русское название     | Оригинальное название   | Роль              |
| --------- | --- | -------------------- | ----------------------- | ----------------- |
| 2012      | кор | Эмили                | Emily                   | Эмили             |
| 2013      | тф  | Когда зовёт сердце   | When Calls the Heart    | Элизабет Тэтчер   |
| 2013      | с   | Аббатство Даунтон    | Downton Abbey           | Мадлен Эллсопп    |
| 2014      | с   | Отец Браун           | Father Brown            | Селина Маккинли   |
| 2014      | с   | Убийства в Мидсомере | Midsomer Murders        | Саммер Хэйлстон   |
| 2014      | ф   | Умирающий            | Down Dog                | Эми               |
| 2014      | с   | Плебеи               | Plebs                   | Корделия          |
| 2015      | ф   | —                    | Unhallowed Ground       | Верити Уикс       |
| 2015      | ф   | —                    | Writers Retreat         | Джо               |
| 2015      | кор | —                    | Sexwax                  | Сисси             |
| 2016—2017 | с   | Хроники Шаннары      | The Shannara Chronicles | Эмберли Элесседил |
| 2016      | кор | —                    | Big Bad Blood           | Жасмин            |
| 2018      | ф   | Рассказы Русалочки   | The Little Mermaid      | Русалочка         |
| 2019      | ф   | Захар Беркут         | The Rising Hawk         | Мирослава         |
| 2019      | ф   | До скорой встречи    | See You Soon            | Элис              |
| 2019—2021 | с   | Зачарованные         | Charmed                 | Эбигейл           |